# Římskokatolická farnost Vyškov
Římskokatolická farnost Vyškov je územní společenství římských katolíků s farním kostelem Nanebevzetí Panny Marie v děkanátu Vyškov.

## Duchovní správci
Farářem a vyškovským děkanem byl od července roku 2010 do července 2015 P. ThLic. ICLic. František Cinciala. Jeho nástupcem se poté stal R. D. Mgr. Michal Pořízek.

## Bohoslužby
| Kostel                  | Místo              | Bohoslužba (den)                           | Hodina                                       | Poznámka                |
| ----------------------- | ------------------ | ------------------------------------------ | -------------------------------------------- | ----------------------- |
| Nanebevzetí Panny Marie | Vyškov             | neděle pondělí středa čtvrtek pátek sobota | 9.00, 17.30 17.30 8.00 (jen léto) 17.30 8.00 | farní kostel            |
| Panny Marie Bolestné    | Vyškov (nemocnice) | neděle úterý čtvrtek sobota                | 10.30 18.15                                  | kaple, bohoslužba slova |

## Aktivity ve farnosti
Farnost se účastní projektu Noc kostelů. V roce 2013 v rámci Noci kostelů zde s lidmi besedoval národní ředitel Papežských misijních děl v Ugandě Philip Balikuddembe.
Farnost se pravidelně zapojuje do akce Tříkrálová sbírka. V roce 2017 byl její výtěžek ve Vyškově 247 102 korun.
V říjnu 2017 ve farnosti uděloval svátost biřmování biskup Josef Nuzík. 